# Rally Dakar de 1982
El Rally Dakar de 1982, la cuarta edición de esta carrera rally raid, se realizó del 1 al 20 de enero de 1982. El trayecto total de esta versión, que se extendió entre París y Dakar, fue de 10 000 km y se disputó por rutas de Francia, Argelia, Malí y Senegal.
Participaron en total 233 coches y 129 motocicletas, de los cuales llegaron a la final 94 y 33, respectivamente.

## Recorrido
| Etapa | Fecha       | Origen                    | Destino                   | Total (km) |
| ----- | ----------- | ------------------------- | ------------------------- | ---------- |
| 1     | 1 de enero  | París Francia             | Olivet Francia            |            |
| 2     | 2 de enero  | Olivet Francia            | Sète Francia              |            |
|       | 3 de enero  | Traslado a África         |                           |            |
| 3     | 4 de enero  | Argel Argelia             | Ouled Djelall Argelia     | 470        |
| 4     | 5 de enero  | Ouled Djelall Argelia     | Hassi Messaoud Argelia    |            |
| 5     | 6 de enero  | Hassi Messaoud Argelia    | Bordj Omar Idriss Argelia | 414        |
| 6     | 7 de enero  | Bordj Omar Idriss Argelia | Tit Argelia               | 568        |
| 7     | 8 de enero  | Tit Argelia               | Timeaouine Argelia        | 538        |
| 8     | 9 de enero  | Timeaouine Argelia        | Gao Mali                  | 740        |
|       | 10 de enero | Día de descanso           |                           |            |
| 9     | 11 de enero | Gao Mali                  | Mopti Mali                | 538        |
| 10    | 12 de enero | Mopti Mali                | Gao Mali                  | 800        |
|       | 13 de enero | Día de descanso           |                           |            |
| 11    | 14 de enero | Gao Mali                  | Timbuctú Mali             | 424        |
| 12    | 15 de enero | Timbuctú Mali             | Niono Mali                | 558        |
| 13    | 16 de enero | Niono Mali                | Nioro Mali                | 517        |
| 14    | 17 de enero | Nioro Mali                | Tambacounda Senegal       |            |
| 15    | 18 de enero | Tambacounda Senegal       | Dara Senegal              | 306        |
| 16    | 19 de enero | Dara Senegal              | Tiougoune Senegal         | 250        |
| 17    | 20 de enero | Tiougoune Senegal         | Dakar Senegal             | 100        |

## Vencedores por etapas
| Etapa           | Motocicletas              | Coches                      |
| --------------- | ------------------------- | --------------------------- |
| 1               | Cyril Neveu               | Raymond Touroul             |
| 2               | Patrick Drobecq           | Pierre Lartigue             |
| 3               | Marc Joineau              | Gérard Sarrazin             |
| 4               | Serge Bacou               | Vic Elford                  |
| 5               | Philippe Vassard          | Hervé Cotel                 |
| 6               | Cyril Neveu               | Jacques Neveu               |
| 7               | Jacques Verley            | Patrick Gaillard            |
| 8               | Michel Merel              | Jacky Ickx                  |
| Día de descanso |                           |                             |
| 9               | Michel Merel              | Jacky Ickx                  |
| 10              | Michel Merel              | Jacky Ickx                  |
| Día de descanso |                           |                             |
| 11              | Cyril Neveu               | Jacky Ickx                  |
| 12              | Guy Albaret               | Jean-Claude Briavoine       |
| 13              | Jacky Barat               | Jean-Pierre Jaussaud        |
| 14              | Guy Albaret               | Jacky Ickx                  |
| 15              | Olivier Kirkpatrick       | Jean-Claude Briavoine       |
| 16              | Marc Joineau Michel Merel | Médéric Simbille Jacky Ickx |
| 17              | Cyril Neveu               | Jacky Ickx                  |
| Fuente:         |                           |                             |

## Clasificación final

### Coches
| Puesto | Piloto / copiloto                      | País    | Marca    |
| ------ | -------------------------------------- | ------- | -------- |
| 1      | Claude Marreau / Bernard Marreau       | Francia | Renault  |
| 2      | Jean Claude Briavoine / André Deliaire | Francia | Lada     |
| 3      | Jean Pierre Jaussaud / M. Brière       | Francia | Mercedes |

### Motos
| Puesto | Nombre             | País    | Marca  |
| ------ | ------------------ | ------- | ------ |
| 1      | Cyril Neveu        | Francia | Honda  |
| 2      | Philippe Vassard   | Francia | Honda  |
| 3      | Grégoire Verhaegue | Francia | Barigo |

### Camiones
| Puesto | Nombre                                              | País         | Marca         |
| ------ | --------------------------------------------------- | ------------ | ------------- |
| 1      | Georges Groine Thierry de Saulieu Bernard Malferiol | Francia      | Mercedes Benz |
| 2      | Pierre Laleu Bernard Langlois                       | Francia      | Mercedes Benz |
| 3      | Jan de Rooy Gérard Straetmans                       | Países Bajos | DAF           |